# Pioneer P-31
La Pioneer P-31 (també anomenada Atlas-Able 5B o Pioneer Z) fou una sonda espacial del programa Pioneer, amb la missió de situar-se en òrbita lunar, realitzar anàlisis científiques i provar maniobres de control des de Terra, però fallà poc després del seu llançament. Estava equipada amb càmeres per prendre imatges de la superfície lunar, estimar la massa de la Lluna i la topografia dels pols, registrar la distribució de micrometorits i mesurar els camps magnètics en l'entorn lunar.
La sonda fou llançada el 15 de desembre de 1960 des de Cap Canaveral amb un coet Atlas D i una etapa superior Thor-Able. El vehicle explotà 68 segons després del llançament, a una altura de 12 km a causa d'una fallada de la primera etapa. La sonda caigué a l'oceà Atlàntic a uns 20 km de Cap Canaveral. En cas d'haver tingut èxit hagués estat la primera sonda estatunidenca capaç d'operar durant molts mesos a molta distància de la Terra.